# John Farrington
John Farrington, född 2 juli 1942, död 15 juni 2025 i Adelaide, var en australisk friidrottare. Han deltog vid olympiska sommarspelen 1968.